# NGC 4392
NGC 4392 é uma galáxia  localizada na direcção da constelação de Canes Venatici. Possui uma declinação de +45° 50' 51" e uma ascensão recta de 12 horas, 25 minutos e 18,7 segundos.
A galáxia NGC 4392 foi descoberta em 27 de Abril de 1788 por William Herschel.